# Рене Адлер
Рене Адлер е немски вратар. Първият му отбор е Лайпциг, но през 2000 г. е трансфериран в Байер Леверкузен. В немските шампионати до 19 години е бил една от звездите, привлекли вниманието на отбори като Челси и Арсенал.
Рене Адлер има 4 мача в младежкия национален отбор на Германия под ръководството на Дитер Ейлтс.
Дебютът му в Бундеслигата в на 25 февруари 2007 г. в мач срещу Шалке 04.
След оттеглянето на Йенс Леман и смъртта на Роберт Енке, Адлер е един от основните претенденти за вратарския пост в националния отбор на Германия.